# 陽宗金線魮
陽宗金線魮（学名：Sinocyclocheilus yangzongensis）为輻鰭魚綱鯉形目鲤科金线鲃属的其中一種，被IUCN列為極危保育類動物，該物種分布於亞洲中國雲南省的陽宗海，體長可達15公分，可作為食用魚。

## 扩展阅读
維基物種上的相關：陽宗金線魮